# Bekdorf
Bekdorf è un comune tedesco del circondario di Steinburg, nella regione dello Schleswig-Holstein. Ha circa 100 abitanti.